# Imporcitor laticornis
Imporcitor laticornis är en insektsart som beskrevs av Kato 1929. Imporcitor laticornis ingår i släktet Imporcitor och familjen hornstritar. Inga underarter finns listade i Catalogue of Life.